# 黑紋麗體魚
黑紋麗體魚（學名：Cichlasoma atromaculatum），為輻鰭魚綱鱸形目隆頭魚亞目慈鯛科麗體魚屬的其中一種，分布於南美洲哥倫比亞Atrato、San Juan、Baudó河流域，體長可達25公分，棲息在河川中底層水域，生活習性不明。

## 擴展閱讀
維基物種上的相關：黑紋麗體魚